# Хоккей на траве на летних Олимпийских играх 2008 (составы, женщины)
Хоккей на траве на летних Олимпийских играх 2008 (составы, женщины) — перечень составов двенадцати женских команд-участников турнира по хоккею на траве на летних Олимпийских играх 2008 года  в Пекине.
Турнир шёл с 10 по 22 августа.

## Группа А

### Австралия
Австралия
Главный тренер: Франк Мюррей
1. Casey Eastham
2. Megan Rivers
3. Kim Walker
4. Kate Hollywood
5. Эмили Халлидей
6. Мадонна Блит
7. Nicole Arrold
8. Kobie McGurk
9. Fiona Johnson
10. Rachel Imison (в)
11. Angie Skirving
12. Melanie Twitt (К)[a]
13. Hope Munro
14. Teneal Attard
15. Сара Тейлор
16. Никки Хадсон (К)[a]

Запасные:
1. Toni Cronk (в)
2. Shelly Liddelow

1. 1 2  Мелани Уэллс и Никки Хадсон были капитанами сборной Австралии

### Испания
Испания 
Источник:
Главный тренер: Pablo Usoz
1. María Jesús Rosa (в)
2. Julia Menéndez
3. Rocío Ybarra
4. Bárbara Malda
5. Silvia Muñoz (К)
6. Silvia Bonastre
7. María Romagosa
8. Marta Ejarque
9. Raquel Huertas
10. Pilar Sánchez
11. Núria Camón
12. María Lopéz (в)
13. Монтсе Круз
14. Esther Termens
15. Gloria Comerma
16. Georgina Olivia

Запасные:
1. Paula Paula
2. Panadero Yurena

### Китай
Китай  Источник:
Главный тренер: Kim Chang-Back
1. Ма Ибо (К)
2. Чэнь Чжаося
3. Чэн Хуэй
4. Хуан Цзюнься
5. Фу Баожун
6. Ли Шуан
7. Гао Лихуа
8. Тан Чуньлин
9. Чжоу Ваньфэн
10. Чжан Имэн (в)
11. Ли Хунся
12. Жэнь Е
13. Чэнь Цюци
14. Чжао Юйдяо
15. Сун Цинлин
16. Пань Фэнчжэнь (в)

Запасные:
1. Сунь Чжэнь
2. Ли Айли

### Нидерланды
Нидерланды
Источник:
Главный тренер: Марк Ламмерс
1. де Ровер (в)
2. Мюлдер Эфке
3. Морейра де Мелу
4. ван Генхёйзен
5. Вике Дейкстра
6. Мартье Годери
7. Лидевей Велтен
8. Минке Смаберс
9. Минке Бой (К)
10. Яннеке Схопман
11. Мартье Паумен
12. Наоми ван Ас
13. Эллен Хог
14. Софи Полкамп
15. Эва де Гуде
16. Марилин Альотти

Запасные:
1. Келлy Йонкер
2. Floortje Engels (в)

### Республика Корея
Республика Корея
Источник:
Главный тренер: Han Jin-soo
1. Moon Young-hui (в)
2. Cho Hye-sook
3. Kim Young-ran
4. Lee Seon-ok (К)
5. Kim Jung-hee
6. Park Mi-hyun
7. Kim Jin-kyoung
8. Kim Mi-seon
9. Kim Jong-eun
10. Eum Mi-young
11. Gim Sung-hee
12. Seo Hye-jin
13. Park Jeong-sook
14. Kim Eun-sil
15. Kim Da-rae
16. Han Hye-lyoung

Запасные:
1. Lim Seon-mee
2. Lee Soo-jin (в)

### ЮАР
ЮАР Источник:

Главный тренер: Дженифер Кинг
1. Mariette Rix (в)
2. Vuyisanani Mangisa (в)
3. Кейт Хектор
4. Taryn Hosking
5. Синди Браун
6. Марша Марескья (К)
7. Shelley Russell
8. Лиза-Мари Детлефс
9. Дженни Уилсон
10. Лесли-Энн Ронелда Джордж
11. Вида Райан
12. Видетта Райан
13. Lenise Marais
14. Кэтлин  Тейлор
15. Fiona Butler
16. Тэррин Брайт

Запасные:
1. Henriette du Buisson
2. Farrah Fredericks

## Группа В

### Аргентина
Источник:
Главный тренер: Gabriel Minadeo
1. Мария Белен Дзукки (в)
2. Магдалена Айсега (К)
3. Росарио Лукетти
4. Алехандра Гулья
5. Лусиана Аймар
6. Agustina García
7. Карла Ребекки
8. Mariana González Oliva
9. Мерcедес Маргалот
10. Мария де ла Пас Эрнандес
11. Мариана Росси
12. Паола Вукойчич  (в)
13. Марине Руссо
14. Клаудия Буркарт
15. Хиселье Каньевски
16. Noel Barrionuevo

Запасные:
1. Silvina D'Elía
2. Agustina Bouza

### Великобритания
Источник:
Главный тренер: Danny Kerry
1. Beth Storry (в)
2. Lisa Wooding
3. Anne Panter
4. Crista Cullen
5. Melanie Clewlow
6. Charlotte Craddock
7. Helen Richardson
8. Joanne Ellis
9. Lucilla Wright
10. Kate Walsh (К)
11. Chloe Rogers
12. Jennie Bimson
13. Rachel Walker
14. Alex Danson
15. Сара Томас
16. Jo Ellis

Запасные:
1. Katy Roberts (в)
2. Лора Бартлетт

### Германия
Источник:
Главный тренер: Michael Behrmann
1. Tina Bachmann
2. Mandy Haase
3. Natascha Keller
4. Martina Heinlein
5. Eileen Hoffmann
6. Marion Rodewald (К)
7. Katharina Scholz
8. Fanny Rinne
9. Anke Kühn
10. Janine Beermann
11. Maike Stöckel
12. Janne Müller-Wieland
13. Christina Schütze
14. Pia Eidmann
15. Юлия Мюллер
16. Kristina Reynolds (в)

Запасные:
1. Yvonne Frank
2. Lina Geyer

### Новая Зеландия
Источник:
Главный тренер: Kevin Towns
1. Kayla Sharland
2. Emily Naylor
3. Krystal Forgesson
4. Kate Saunders
5. Jaimee Claxton
6. Lizzy Igasan (К)
7. Stacey Carr
8. Jo Galletly
9. Kim Noakes
10. Beth Jurgeleit (в)
11. Caryn Paewai
12. Niniwa Roberts
13. Gemma Flynn
14. Tara Drysdale
15. Sheree Horvath
16. Anita Wawatai (в)

Запасные:
1. Charlotte Harrison
2. Jasmine McQuinn

### США
Источник:
Главный тренер: Lee Bodimeade
1. Энджи Лой
2. Kelly Doton
3. Джесси Гей
4. Rachel Dawson
5. Тиффани Сноу
6. Кели Смит
7. Дана Сенсениг
8. Carrie Lingo
9. Caroline Nichols
10. Кейт Барбер (К)
11. Кейтлин Фалговски
12. Dina Rizzo
13. Amy Tran (в)
14. Кайла Башор
15. Лаурен Крэндалл
16. Lauren Powley

Запасные:
1. Sara Silvetti
2. Barbara Weinberg (в)

### Япония
Источник:
Главный тренер: Yoo Seung-Jin
1. Ikuko Okamura (в)
2. Кэйко Миура
3. Mayumi Ono
4. Chie Kimura
5. Рика Комаlзава
6. Miyuki Nakagawa
7. Сакаэ Моримото
8. Каори Тиба
9. Юкари Ямамото
10. Тосиэ Цукуи
11. Sachimi Iwao
12. Akemi Kato (К)
13. Томоми Комори
14. Misaki Ozawa
15. Chinami Kozakura
16. Yuka Yoshikawa (в)

Запасные:
1. Hikari Suwa
2. Nichika Urata